# Позорный столб

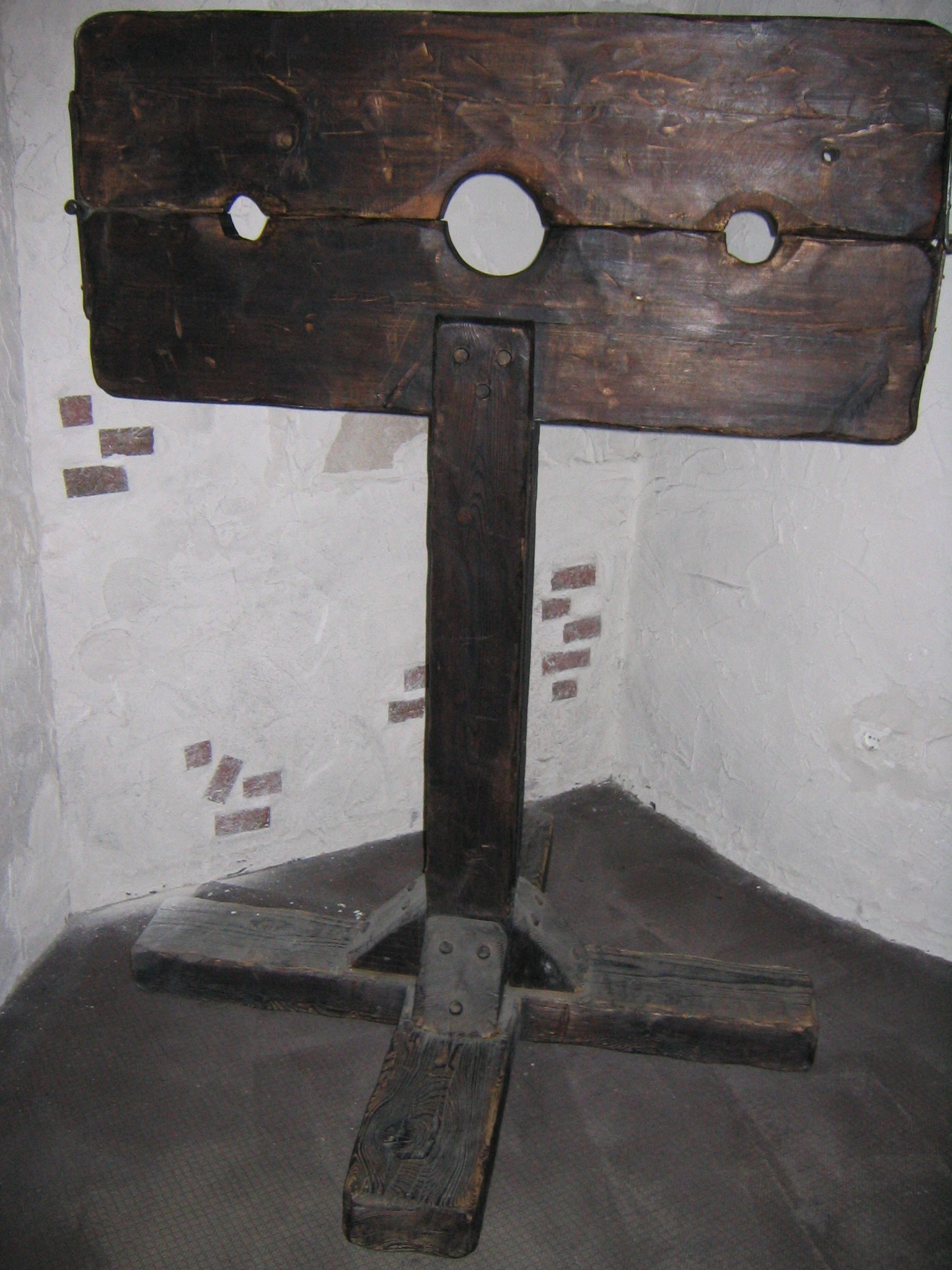
Позорный столб с колодками.

Позорный столб — устройство, применявшееся для телесного наказания, по приговору суда, выставления человека на всеобщее осмеяние и унижение в качестве наказания, которое у всех народов считались и считаются бесчестящими.

## История

Н. Г. Чернышевский у позорного столба, 1864 г.

Устройство состояло из установленного в публичном месте, обычно на помосте, столба, к которому осуждённого приковывали цепью с железным ошейником (carcan et pilori) и кандалами, либо из столба с колодками (устройством с отверстиями для зажимания в них головы и рук человека). К стоянию у позорного столба приговаривали на определённый срок, обычно за незначительные преступления. Позорящие наказания были широко распространены в Западной Европе в средние века и позже. Иногда стояние у столба дополнялось поркой или сопровождалось физическим насилием со стороны толпы, что иногда могло привести к смертельному исходу.
Слово pillory (английское название позорного столба) известно в английском языке с 1274 года (встречается в «английской латыни» с примерно 1189 года) и происходит от старофранцузского pellori (слово известно с 1168 года; современное французское звучание — pilori), которое, в свою очередь, происходит от средневекового латинского слова pilloria неясного происхождения — возможно, уменьшительного от латинского слова pila («столб, каменный барьер»).
В 1797 году известный английский публицист Петр Финнерти по поводу одной резкой статьи в газете был приговорен к заключению в тюрьме и к выставлению у позорного столба.
В России имперского периода к чёрному позорному столбу на эшафоте выставлялись приговоренные к каторге и к ссылке на поселение, до 1880 года.